# Erissus roseus
Erissus roseus là một loài nhện trong họ Thomisidae.
Loài này thuộc chi Erissus. Erissus roseus được Cândido Firmino de Mello-Leitão miêu tả năm 1943.